# Mihai Berza
Mihai Berza (n. 23 august 1907, Tecuci – d. 5 octombrie 1978, București) a fost un istoric român, membru corespondent al Academiei Române.

## Biografie
Berza a început studiile universitare în 1929, la Facultatea de Litere și Filosofie din Iași.
A fost bursier al Școlii române din Roma între anii 1931-1933, urmând ca în anii 1936-1938 să devină secretar al aceleiași școli.
În 1939 a fost director-adjunct al Institutului de Istorie Universală Nicolae Iorga. În 1944 a fost titularul catedrelor de metodologie și istoriografie, genealogie și heraldică de la Școala de Arhivistică. 
În 1950 a fost profesor la Facultatea de Istorie a Universității din București, iar în 1964 ajunge șef al Catedrei de istorie medievală, modernă și contemporană.
Sub direcția lui a fost reînființat în anul 1963 Institutul de Studii Sud-Est Europene.
Mihai Berza a fost membru corespondent al Academiei Române, membru titular al Academiei de Științe Sociale și Politice, vicepreședinte al Asociației Internaționale de Studii Bizantine, membru al Academiei Sârbe de Științe și Arte și al Academiei din Lisabona, profesor invitat la Collège de France. A fost președintele părții române a Comisiei mixte a istoricilor români și bulgari.
La 31 octombrie 1978, Mihai Berza a fost omagiat printr-un minut de reculegere ținut înaintea dezbaterii organizate de Institutul 
de Studii Sud-Est Europene asupra problematicii organizării statale ca regim boieresc în Țara Românească și Moldova, dezbatere relevantă pentru redactarea celui de-a IV-lea volum din Tratatul de Istoria României și la care Berza dorise să participe. Mihai Berza a fost comemorat și în cadrul ședinței din 28 martie 1979 a Comisiei mixte a istoricilor români și bulgari, de către Vasilka Tăpkova-Zaimova și Eugen Stănescu.
Activitatea sa științifică s-a desfășurat pe multiple paliere de anchetă istoriografică, plecând de la istoria economiei și ajungând la cea a ideilor. A fost elev al lui Ilie Minea și încă de la începutul activității sale refuză erudiția tumultoasă în favoarea echilibrului dintre informație și analiză, numărându-se printre autorii paginilor de mare valoare literară a istoriografiei românești. Fascinat fiind de istoria universală, stagiatura de la Roma a facilitat elaborarea unui impresionant număr de studii, remarcabile fiind cele consacrate orașului Amalfi. Un loc important va ocupa, însă, și preocuparea pentru istoria națională, motiv pentru care va contribui masiv la întocmirea volumelor de sinteză, Istoria României.

## Distincții
- Ordinul Muncii clasa a II-a (13 octombrie 1964) „cu prilejul aniversarii a 100 de ani de la înființarea Universității din București, pentru activitate îndelungată, contribuție în dezvoltarea științei și merite deosebite în dezvoltarea învățămîntului superior”[9]

## Lucrări scrise
- Mihai Berza, Pentru o istorie a vechii culturi românești, Editura Eminescu, 1985